# 江西省总工会
江西省总工会是江西省地方工会和产业工会的领导机关，受中国共产党江西省委员会和中华全国总工会领导。